# Tiro com arco nos Jogos Sul-Americanos de 2018
As competições de tiro com arco nos Jogos Sul-Americanos de 2018 ocorreram entre 2 e 5 de junho em um total de 10 eventos. As competições aconteceram no Complexo Aurora, localizado em Cochabamba, Bolívia.

## Calendário
| E | Eliminatórias | ¼ | Quartas de final | ½ | Semifinais | F | Final |

| Evento↓Data →                 | Sáb 2 | Sáb 2 | Sáb 2 | Dom 3 | Dom 3 | Dom 3 | Seg 4 | Ter 5 |
| ----------------------------- | ----- | ----- | ----- | ----- | ----- | ----- | ----- | ----- |
| Individual masculino composto | E     | E     | E     |       |       |       | ½     | F     |
| Individual feminino composto  | E     | E     | E     |       |       |       | ½     | F     |
| Individual masculino recurvo  | E     | E     | E     |       |       |       | ½     | F     |
| Individual feminino recurvo   | E     | E     | E     |       |       |       | ½     | F     |
| Equipes masculinas composto   | E     | E     | E     | ¼     | ½     | F     |       |       |
| Equipes femininas composto    | E     | E     | E     | ¼     | ½     | F     |       |       |
| Equipes masculinas recurvo    | E     | E     | E     | ¼     | ½     | F     |       |       |
| Equipes femininas recurvo     | E     | E     | E     | ¼     | ½     | F     |       |       |
| Equipes mistas composto       | E     | ¼     | ½     |       |       |       |       | F     |
| Equipes mistas recurvo        | E     | ¼     | ½     |       |       |       |       | F     |

## Medalhistas
Masculino
| Evento                       | Ouro                                                   | Prata                                                    | Bronze                                                         |
| ---------------------------- | ------------------------------------------------------ | -------------------------------------------------------- | -------------------------------------------------------------- |
| Individual composto detalhes | Camilo Cardona COL Colômbia                            | Daniel Muñoz COL Colômbia                                | Alejandro Arriagada CHI Chile                                  |
| Individual recurvo detalhes  | Daniel Pineda COL Colômbia                             | Ricardo Soto CHI Chile                                   | Estiven Ramírez COL Colômbia                                   |
| Equipes composto detalhes    | Camilo Cardona Daniel Muñoz Manuel Arenas COL Colômbia | Eduardo González Maico Gómez Nelson Torres VEN Venezuela | Nelson Salinas Pablo Maio Walter Sabado ARG Argentina          |
| Equipes recurvo detalhes     | Andrés Pila Daniel Pineda Estiven Ramírez COL Colômbia | Edson Kim Gustavo dos Santos Lugui Cruz BRA Brasil       | Ignacio Escalante Kevin Sabado Mario Jajarabilla ARG Argentina |

Feminino
| Evento                       | Ouro                                                               | Prata                                                             | Bronze                                                                 |
| ---------------------------- | ------------------------------------------------------------------ | ----------------------------------------------------------------- | ---------------------------------------------------------------------- |
| Individual composto detalhes | Sara López COL Colômbia                                            | Nora Valdez COL Colômbia                                          | Ana Gabriela Mendoza VEN Venezuela                                     |
| Individual recurvo detalhes  | Graziela dos Santos BRA Brasil                                     | Ana Clara Machado BRA Brasil                                      | Mayra Méndez VEN Venezuela                                             |
| Equipes composto detalhes    | Alejandra Usquiano Nora Valdez Sara López COL Colômbia             | Ana Gabriela Mendoza Luzmary Guedez Olga Bosch VEN Venezuela      | Cynthia Mitchell María Eugenia González Melissa Regnasco ARG Argentina |
| Equipes recurvo detalhes     | Ana Clara Machado Ana Luiza Caetano Graziela dos Santos BRA Brasil | Ana María Rendón Maira Sepúlveda Valentina Contreras COL Colômbia | Mayra Méndez Verona Villegas Yerubi Suárez VEN Venezuela               |

Misto
| Evento                    | Ouro                                          | Prata                                      | Bronze                                       |
| ------------------------- | --------------------------------------------- | ------------------------------------------ | -------------------------------------------- |
| Equipes composto detalhes | Sara López Camilo Cardona COL Colômbia        | Luzmary Guedez Nelson Torres VEN Venezuela | Fernanda Lagos Alejandro Arriagada CHI Chile |
| Equipes recurvo detalhes  | Florencia Leithold Kevin Sabado ARG Argentina | Mayra Méndez Elías Malavé VEN Venezuela    | Ana María Rendon Daniel Pineda COL Colômbia  |

## Quadro de medalhas
| Ordem | País          | Medalha de ouro | Medalha de prata | Medalha de bronze | Total | Ordem por total |
| ----- | ------------- | --------------- | ---------------- | ----------------- | ----- | --------------- |
| 1     | COL Colômbia  | 7               | 3                | 2                 | 12    | 1               |
| 2     | BRA Brasil    | 2               | 2                |                   | 4     | 3               |
| 3     | ARG Argentina | 1               |                  | 3                 | 4     | 3               |
| 4     | VEN Venezuela |                 | 4                | 3                 | 7     | 2               |
| 5     | CHI Chile     |                 | 1                | 2                 | 3     | 5               |
| TOTAL | TOTAL         | 10              | 10               | 10                | 30    | —               |